# Mocăniță
Mocăniță je ozkotirna železnica v Romuniji, predvsem v Maramureșu, Transilvaniji in Bukovini. Arhetipsko so v gorskih območjih in lokomotive, ki delujejo na njih (ki se same lahko imenujejo tudi mocănițăs), so na parni pogon. Te železnice so bile zgrajene za tovorni in potniški promet – nekatere v času Avstro-Ogrske, pred letom 1918 –, vendar so z leti propadale. Nekatere se zdaj sanirajo za namene turizma.

## Etimologija
Beseda mocăniță je izraz naklonjenosti, izpeljan iz romunske besede mocan, kar pomeni 'pastir' ali 'tisti, ki živi v gorah', in je pripona kot ženska in pomanjševalnica v skladu s tradicijo poimenovanja prevoznih sredstev in označevanja majhnosti. Domneva se tudi, da pomeni 'aparat za kavo', saj ena od majhnih lokomotiv spominja na eno od teh v akciji.

## Mocănița doline Vaser
Najbolj znana mocăniță teče v dolini Vaser v okrožju Maramureș. Ta železnica je bila zgrajena v obdobju 1933-1935 in uporablja tirno širino 760 mm. Med drugo svetovno vojno so jo delno uničili nemški vojaki, a so jo ponovno zgradili. Uporabljali so jo predvsem za sečnjo in se še vedno uporablja za ta namen, vendar so se leta 2004 začela dela na prenovi kot turistične znamenitosti. K temu je močno pripomogel švicarski navdušenec, ki je prišel v Romunijo leta 1987, ko je ustanovil organizacijo za reševanje železnice: Hilfe für die Wassertalbahn in Rumänien.
Uporablja se več parnih strojev: 764-211 (Măriuța) je leta 1910 v Berlinu izdelal Orenstein & Koppel; 763-193 (Krauss) je bila prav tako zgrajena v Nemčiji, leta 1921; med letoma 1953 in 1955 je v Reșiți izdelanih pet romunskih lokomotiv. Dizelski motorji (izdelani v 1960-1970) in druga vozila, kot so predelani enoprostorci, prav tako vozijo po progah. Slednje uporabljajo mejna policija, redarji in drugi za hiter pohod v gore.
Proge potekajo od Vișeu de Sus, od dvorišča na Strada A. I. Cuza, 1,5 km severno od središča mesta. Glavna proga je dolga 43 km, od Vișeu de Sus do Comanu, blizu ukrajinske (nekdanje poljske) meje, čeprav se storitev lahko konča pred tem v Faini. To potovanje običajno traja od 3 do 4 ure v eno smer.
Obstajata še dve veji: vzdolž doline Novăț (13 km) in proti Stevioari (3 km). Vlak lahko občasno izstopi iz tirnic, a pri hitrosti 10 km/h to ne predstavlja nobene nevarnosti, izkušeni potniki pa pomagajo vlak spraviti nazaj na tirnice! Dolina Vaser je izjemno slikovita lega, življenjski prostor številnih medvedov in jelenov ter veliko goveda in drobnice. Linijo upravlja zasebno podjetje Căile Ferate Forestiere (CFF). Poleg rednih prevozov lahko vlake najamejo tudi turisti; izvajajo se tudi posebne službe, na primer na silvestrovo.
Železnica in lokomotiva Măriuța, skupaj z voznim parkom, predstavljen v 3. epizodi Divjega vzhoda ('Od Dnestra do Donave' v ameriški različici) Nove Evrope Michaela Palina.

## Druge mocănițăăs
- Znotraj gorovja Apuseni, v regiji doline Arieș v okrožju Alba. Vlaki zdaj vozijo na odseku Abrud do Câmpeni te proge; predvideno je, da bodo v prihodnje potekale od Abruda do Turde. Ko je delovala kot neturistična železnica, je čas potovanja za 93 km (potovanje od Turde do Abruda) trajal približno šest ur in pol. (CFR vozni red 1988).
- Železniška proga Agnita je zdaj označena kot zgodovinski spomenik, zato je rešena pred razrezom in načrti za njeno oživitev se lahko zdaj nadaljujejo.[3]
- Od Covasne do Comandăua v okrožju Covasna. Redna potovanja so se tu nazadnje zgodila leta 1999, vendar je bilo leta 2002 ustanovljeno združenje, da bi rešili vlak, in od takrat je bilo opravljenih več potovanj.
- Od Crișciorja do Brada v okrožju Hunedoara. Proga je trenutno razvrščena kot proga zgodovinske dediščine in se uporablja za turizem na počitnicah.[4]
- Druge proge so bile predlagane kot kandidati za pretvorbo v mocăniță turistične atrakcije, na nekaterih od njih pa je bilo poskusov nekaj dejavnosti, čeprav stanje morda ni stabilno. Sem spadajo proge Târgu Mureș–Band, Dornești–Nisipitu in Moldovița, čeprav lahko nekatere od teh prog potekajo po tirih s standardno širino.